# Beata Maszewska
Beata Maszewska (ur. 12 marca 1965 w Czarnkowie) – polska nauczycielka i urzędniczka, w latach 2022–2023 drugi wicewojewoda wielkopolski.

## Życiorys
Ukończyła studia na Uniwersytecie im. Adama Mickiewicza w Poznaniu, kształciła się także w zakresie zarządzania w oświacie. Od 1984 pracowała jako nauczycielka matematyki w szkołach w Gębicach, Miałach oraz Krzyżu Wielkopolskim. Od 1998 do 1999 była wicedyrektorem szkoły podstawowej w ostatniej z miejscowości. W latach 2001–2013 pracowała w pilskiej delegaturze wielkopolskiego kuratorium oświaty w Poznaniu. W 2013 została dyrektor Zespołu Szkół i po reorganizacji Szkoły Podstawowej im. Leśników Polskich w Gębicach. 3 lutego 2022 powołana na stanowisko drugiego wicewojewody wielkopolskiego (w miejsce Macieja Bieńka), odpowiedzialnego m.in. za oświatę. Objęła je z rekomendacji Stowarzyszenia „OdNowa Rzeczypospolitej Polskiej” w ramach udziału w koalicji rządowej tego środowiska. W grudniu 2023 zakończyła pełnienie funkcji wicewojewody. 